# Votiefgave

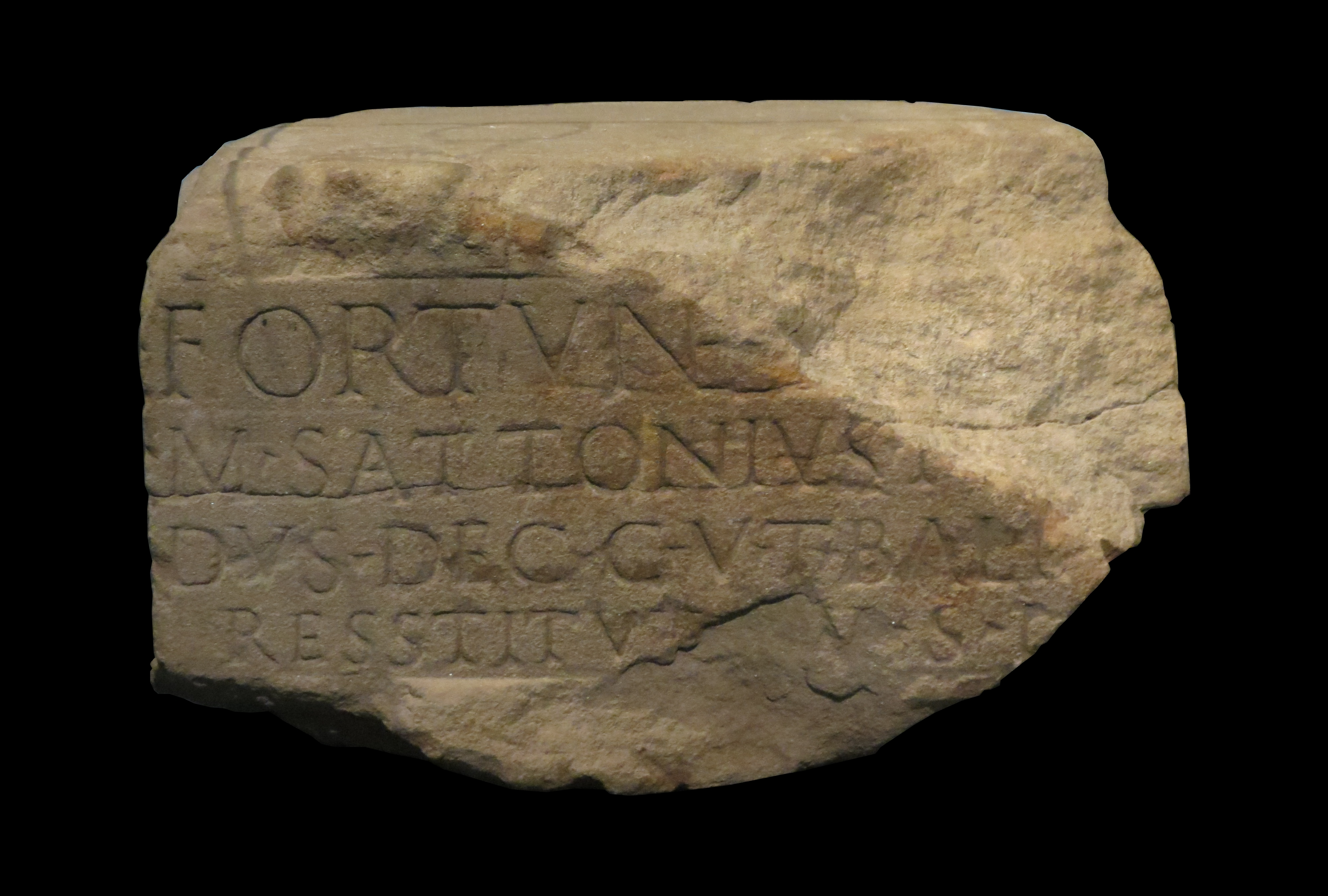
Votiefsteen in de thermen van Coriovallum van raadslid Marcus Sattonius lucundus uit Xanten gewijd aan Fortuna (Thermenmuseum, Heerlen)

Een votiefgave, ook wel votiefoffer, offergift of anathema genaamd, is een (vaak kostbaar) voorwerp dat in het verleden werd achtergelaten om goden gunstig te stemmen. Votiefgaven komen ook voor in de vorm van votiefstenen.

## Oudheid

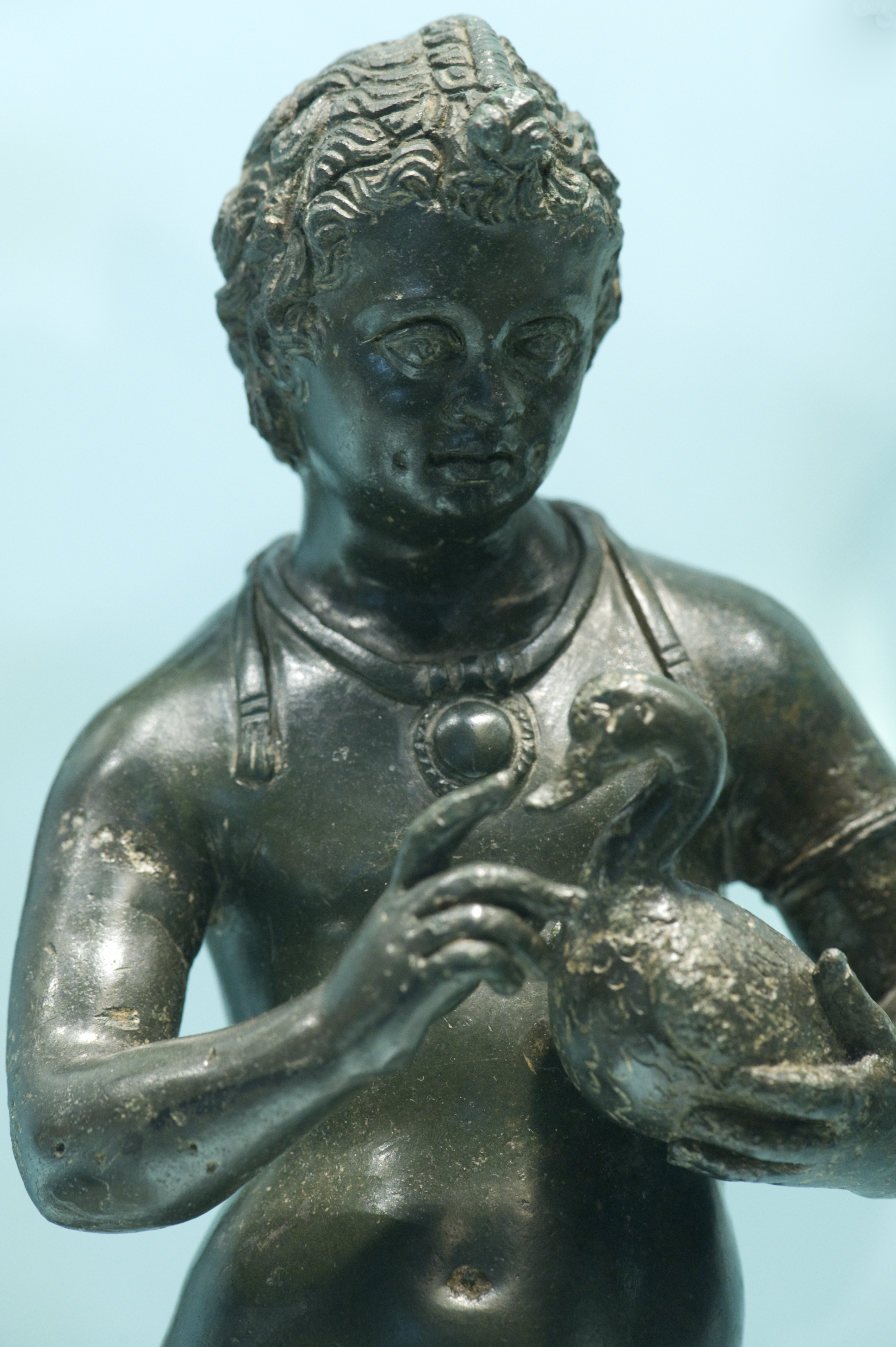
Etruskische bronzen jongen met eend (detail), ca. 100 v.Chr. De inscriptie (CIE 446) vermeldt dat Velia Fanacna het voor haar zoon aan de godin Thufltha wijdde (RMO, Leiden).

Klassieke anathemata zijn in vele vormen en variaties gevonden, dikwijls vervaardigd in terracotta, brons en natuursteen. Typerend zijn de kleine antropomorfe figuurtjes, die voorbeelden uit de contemporaine beeldhouwkunst imiteren. De figuurtjes stellen vaak de ontvanger (dat wil zeggen de god) of de gever (dat wil zeggen de bezoeker van het heiligdom) voor. Een speciaal genre vormen de zogenaamde anatomische anathemata, die vooral worden aangetroffen in en rond heiligdommen voor goden die zijn verbonden met de geneeskunst, zoals Asklepios, Apollon en Hygeia. Deze wijgeschenken verbeelden, vaak in terracotta, delen van het menselijk lichaam: hoofden, handen, voeten, maar ook borsten, genitaliën en uteri. Door dergelijke objecten te schenken hoopte men dat de godheid het betreffende lichaamsdeel zou genezen, of de stukken konden zoals eerder vermeld als dankbetuiging in de heiligdommen worden geplaatst.
Anathemata zijn niet zelden van een inscriptie voorzien. Deze zogenaamde votiefstenen, dedicatie- of wij-inscripties vermelden vaak de naam van de dedicant en van de geëerde godheid. Vele inscripties zijn in vaste constructies geformuleerd. Illustratief is onderstaand voorbeeld, een Griekse inscriptie op een op Chios vervaardigde schaal in terracotta, gevonden op het terrein van het heiligdom van Aphrodite te Naukratis in noordelijk Egypte (thans in het British Museum):
Σώστρατος μ' ἀνέ[θ]ηκεν τᾖ φροδίτηι

Sostratos wijdde mij aan Aphrodite

In Hellas, Etrurië en elders werden anathemata bij tempels geplaatst. Sommige typen wijgeschenken konden aan de tempel worden opgehangen. Dit gebruik nam op sommige plekken zulke vormen aan, dat men genoodzaakt was de geschenken te verwijderen. Uit respect voor de goden werden deze anathemata binnen de peribolos van het heiligdom in een kuil (bothros) ritueel begraven. De vondst van zo'n votiefdepot verschaft de archeologie veel informatie.